# Армстронг, Джессика
Дже́ссика А́рмстронг (англ. Jessica Armstrong; род. 13 марта 1995) — канадская кёрлингистка.
Играет на позиции первого.

## Достижения
- Зимняя Универсиада: серебро (2015).

## Команды
| Сезон   | Четвёртый     | Третий          | Второй                  | Первый             | Запасной               | Турниры |
| ------- | ------------- | --------------- | ----------------------- | ------------------ | ---------------------- | ------- |
| 2010—11 | Лорен Хортон  | Jordan Mark     | Cassandra Lewin         | Джессика Армстронг |                        |         |
| 2012—13 | Лорен Хортон  | Andrea Sinclair | Leigh Gustafson         | Джессика Армстронг |                        |         |
| 2013—14 | Лорен Хортон  | Carly Howard    | Kerilynn Mathers        | Джессика Армстронг |                        |         |
| 2014—15 | Бреанна Микин | Лорен Хортон    | Линн Кревьязак          | Джессика Армстронг | тренер: Doug Kreviazuk | ЗУ 2015 |
| 2015—16 | Лорен Хортон  | Kim Gannon      | Lidsay Bell             | Джессика Армстронг |                        |         |
| 2016—17 | Erin Macaulay | Melissa Gannon  | Rebecca Wichers-Schreur | Джессика Армстронг |                        |         |
| 2017—18 | Erin Macaulay | Melissa Gannon  | Rebecca Wichers-Schreur | Джессика Армстронг | Kim Gannon             |         |

(скипы выделены полужирным шрифтом)